# Saalmuellerana viriata
Saalmuellerana viriata là một loài bướm đêm trong họ Noctuidae.